# Spergularia syvaschica
Spergularia syvaschica är en nejlikväxtart som beskrevs av N.N. Tzvelev. Spergularia syvaschica ingår i släktet rödnarvar, och familjen nejlikväxter. Inga underarter finns listade i Catalogue of Life.